# István Örkényi Strasser
Dans le nom hongrois Örkényi Strasser István, le nom de famille précède le prénom, mais cet article utilise l’ordre habituel en français István Örkényi Strasser, où le prénom précède le nom.
István Örkényi Strasser, né le 6 février 1911 à Szentes – mort le 11 octobre 1944 à Kiskunhalas, est un sculpteur et enseignant hongrois. La peintre Ilka Gedő a été son élève.

## Biographie
István Örkényi Strasser est né dans une famille juive. Bénéficiant d’une bourse, il est diplômé en 1932–1933 du collège des beaux-arts de Budapest, où un de ses professeurs est Ferenc Sidló.
À partir de 1935, il participe à des expositions. En 1935, 1937 et 1938, il reçoit plusieurs prix importants. Il a également participé à une exposition de la New Society of Artists (KÚT) au Salon national. En 1940, ses œuvres ont été exposées à la Galerie nationale d’art et plus tard, en raison de ses origines juives, uniquement aux expositions d’art de l’Association nationale hongroise juive pour l’éducation (OMIKE (en)).
Il meurt en 1944, abattu par des soldats SS.